# AVM (azienda)
AVM GmbH è un'azienda tedesca di elettronica fondata nel 1986 a Berlino, conosciuta per i prodotti DSL, ISDN, Wi-Fi, VoIP e LTE destinati al mercato consumer, SoHo e SMB. Con 750 dipendenti l'azienda ha fatturato nel 2018 520 milioni di euro e detiene oltre il 60% del mercato tedesco con i suoi popolari FRITZ!Box e gli accessori tra cui telefoni cordless, ripetitori wireless e dispositivi powerline. Particolarmente focalizzata sul mercato europeo ma presente in numerosi Paesi del mondo attraverso i suoi partner, AVM commercializza in Italia le sue soluzioni per la connettività internet, di rete e la telefonia attraverso la grande distribuzione, una solida rete di rivenditori (e-shop e VAR) autorizzati e installatori telefonici facenti capo a carrier nazionali, provider regionali o operatori VoIP.
I prodotti AVM vengono forniti con 5 anni di garanzia del produttore, sono supportati da un team per l'assistenza tecnica italiano e si giovano dei costanti update gratuiti del firmware, di recente aggiornato alla versione FRITZ!OS 7, con cui AVM vi aggiunge regolarmente nuove funzioni. Questo aggiornamento è disponibile solo per alcuni modelli.
I suoi principali concorrenti sono Netgear, D-Link, TP-Link sul mercato consumer e Technicolor in Europa per i device OEM forniti ai carrier.
AVM è l'acronimo di "Audio Visuelles Marketing", dato che agli inizi l'azienda era attiva nel BTX, il videotex tedesco.

## Prodotti

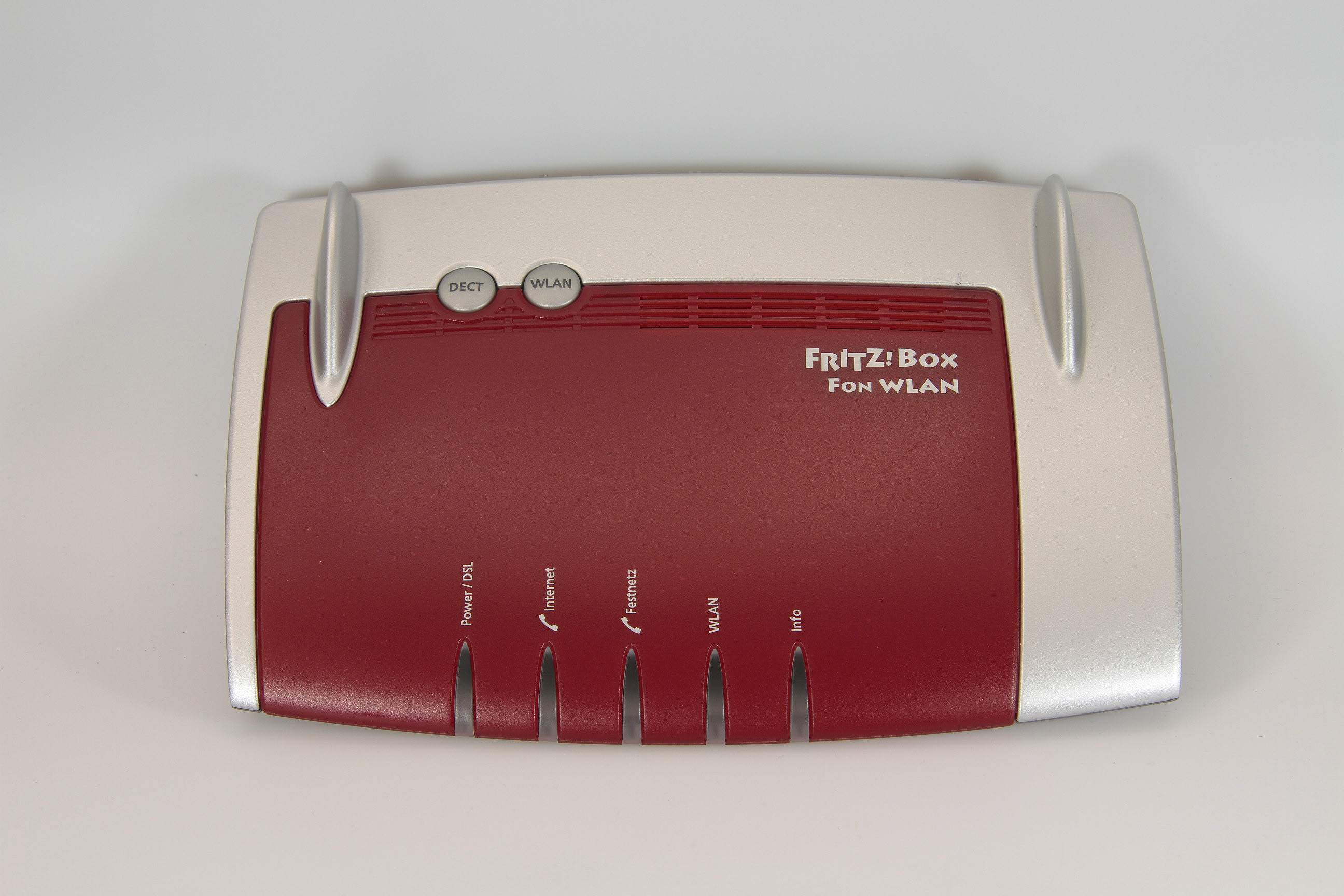
FRITZ!Box 7390 del 2009

L'attuale top di gamma di AVM è il FRITZ!Box 5590 Fiber.